# Irina Palm
Irina Palm é um filme de Sam Garbarski que conta com a atriz Marianne Faithfull como protagonista para contar a história de uma viúva na casa dos cinquenta anos disposta a enfrentar todos os desafios possíveis para ajudar o neto a se curar de uma doença rara. Para contribuir com o filho e a nora ela aceita um trabalho como "recepcionista" em uma boate de strippers ganhando o apelido de Irina Palm. O filme é uma mistura sutil entre drama e comédia e conta ainda com atores como Kevin Bishop e Miki Manojlović.

## Sinopse
Maggie é uma viúva na casa dos cinquenta anos que enfrenta uma grande crise em sua família quando seu neto, Olly é internado no hospital com uma doença rara e de difícil tratamento. Sem dinheiro, e tendo um relacionamento visivelmente frágil com seu único filho e nora, Maggie aceita um emprego no Soho-bairro londrino- em uma boate onde torna-se uma "recepcionista", eufemismo para prostituta. Pela idade avançada, Maggie recebe uma inusitada tarefa em seu emprego: Masturbar os homens através de um buraco enquanto fechada em um pequeno quarto. Com o tempo, ela se acostuma com o emprego e logo recebe a fama de "Irina Palm" (seu apelido) , dona das mãos mais macias de Londres.

## Indicações e prêmios
O filme foi aclamado no Festival de Berlim e chegou a ser indicado a melhor filme.
Marianne Faithfull também foi indicada no European Film Awards porém Helen Mirren acabou por faturar o prêmio com sua interpretação em A Rainha.
Miki Manojlović foi indicado ao prêmio de melhor ator no European Awards.